# Tsuyoshi Kitazawa
Tsuyoshi Kitazawa (jap. 北沢 豪, Kitazawa Tsuyoshi; * 10. August 1968 in Machida, Präfektur Tokio) ist ein ehemaliger japanischer Fußballspieler.

## Nationalmannschaft
1991 debütierte Kitazawa für die japanische Fußballnationalmannschaft. Kitazawa bestritt 58 Länderspiele und erzielte dabei drei Tore. Mit der japanischen Nationalmannschaft qualifizierte er sich für die Asienmeisterschaft 1992.

## Errungene Titel

### Mit der Nationalmannschaft
- Asienmeisterschaft: 1992

### Mit seinen Vereinen
- J. League: 1991/92, 1993, 1994
- Kaiserpokal: 1996
- J. League Cup: 1992, 1993, 1994

## Persönliche Auszeichnungen
- J. League Best Eleven: 1994